# The Matrimonial Bed
The Matrimonial Bed is een Amerikaanse filmkomedie uit 1930 onder regie van Michael Curtiz.

## Verhaal
Adolphe Noblet is vijf jaar geleden omgekomen in een treinongeluk. Zijn knecht en zijn vrienden vrienden mogen de nieuwe man van zijn weduwe Sylvaine niet. Haar vrienden raden haar aan de nieuwe kapper Leopold Trebel aan. Wanneer Trebel langskomt, blijkt hij Adolphe te zijn die aan geheugenverlies lijdt. Een arts kan zijn geheugen herstellen door middel van hypnose, maar daarbij worden de herinneringen van Adolphe aan de voorbije vijf jaar gewist.

## Rolverdeling
| Acteur               | Personage          |
| -------------------- | ------------------ |
| Frank Fay            | Leopold Trebel     |
| James Gleason        | Gustave Corton     |
| Lilyan Tashman       | Sylvaine           |
| Beryl Mercer         | Corinne            |
| Florence Eldridge    | Juliet Corton      |
| Vivien Oakland       | Susan Trebel       |
| Arthur Edmund Carewe | Dr. Fried          |
| Marion Byron         | Marrieanne         |
| Flora Finch          | Vosin              |
| James Bradbury sr.   | August Charbonnier |